# 蝦條

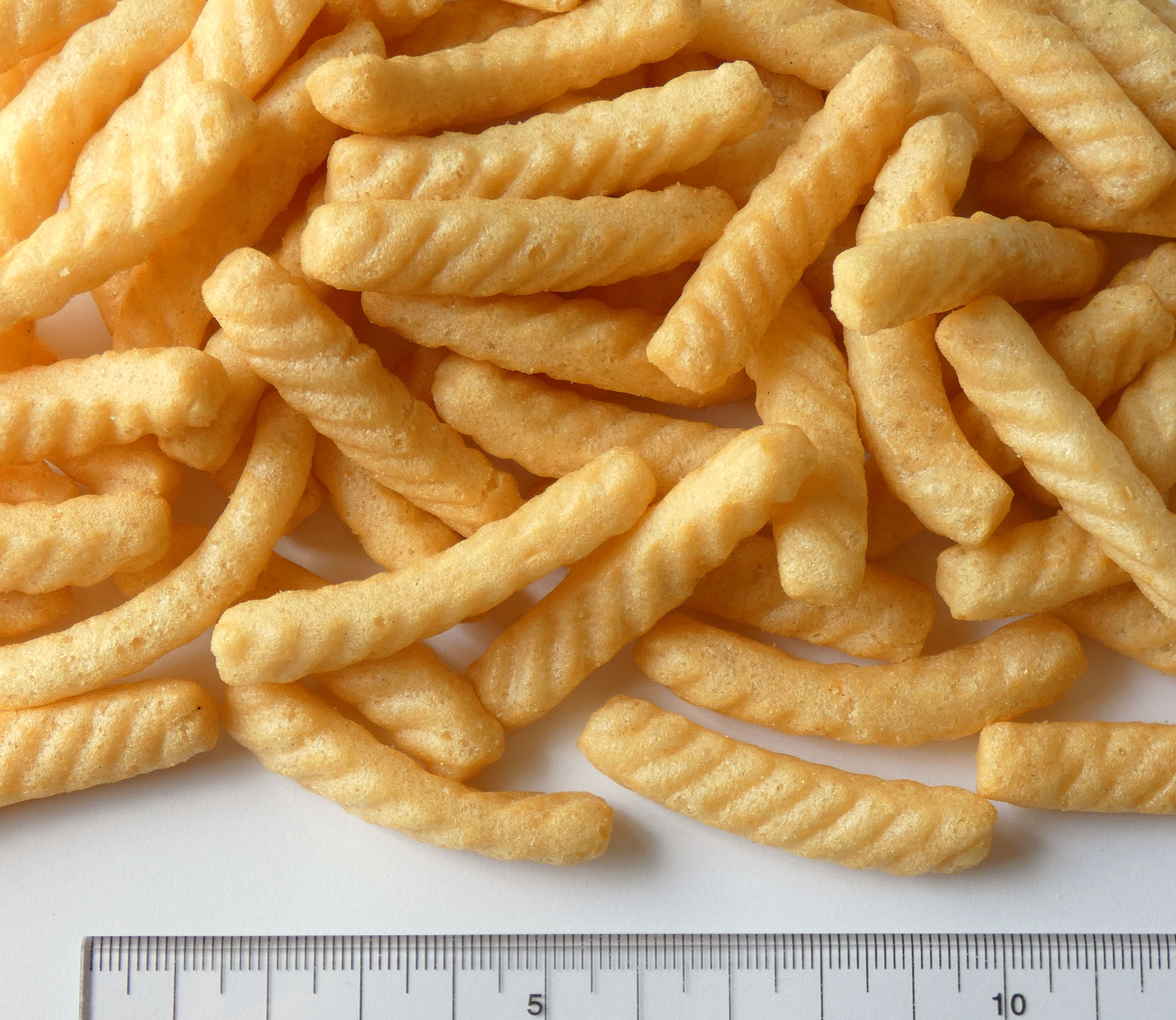
日本食品生產商卡樂B出品的蝦條

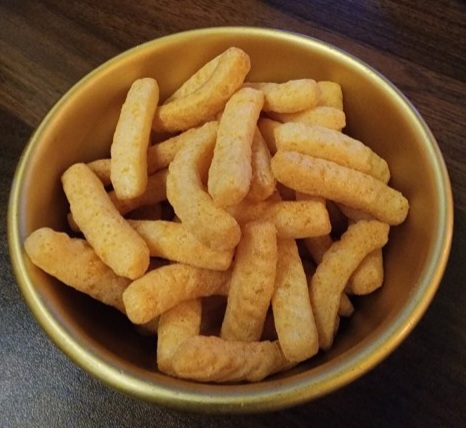
韓國食品生產商農心出品的蝦條

蝦條是一種使用麵粉、澱粉、鹽、調味劑及蝦肉製作的零食，外形呈長條狀，故被稱為蝦條。蝦條被認為最早由日本零食生產商卡樂B於1964年推出，據稱是由社長松尾考從大蝦天婦羅取得靈感，繼而開發這種膨化食品。其後陸續有不同的亞洲零食生產商仿製，已成為一種普及的零食。不過蝦條是第一種含鹽量較高的食品，經常過量進食會對血液循環系統帶來不良影響。